# Valsot
Valsot ([ˌvalˈzɔt]ⓘ, rätoromanisch für «unteres Tal») ist eine politische Gemeinde im Schweizer Kanton Graubünden. Sie gehört zur Region Engiadina Bassa/Val Müstair und entstand am 1. Januar 2013 aus den vormaligen Gemeinden Ramosch und Tschlin.

## Geschichte

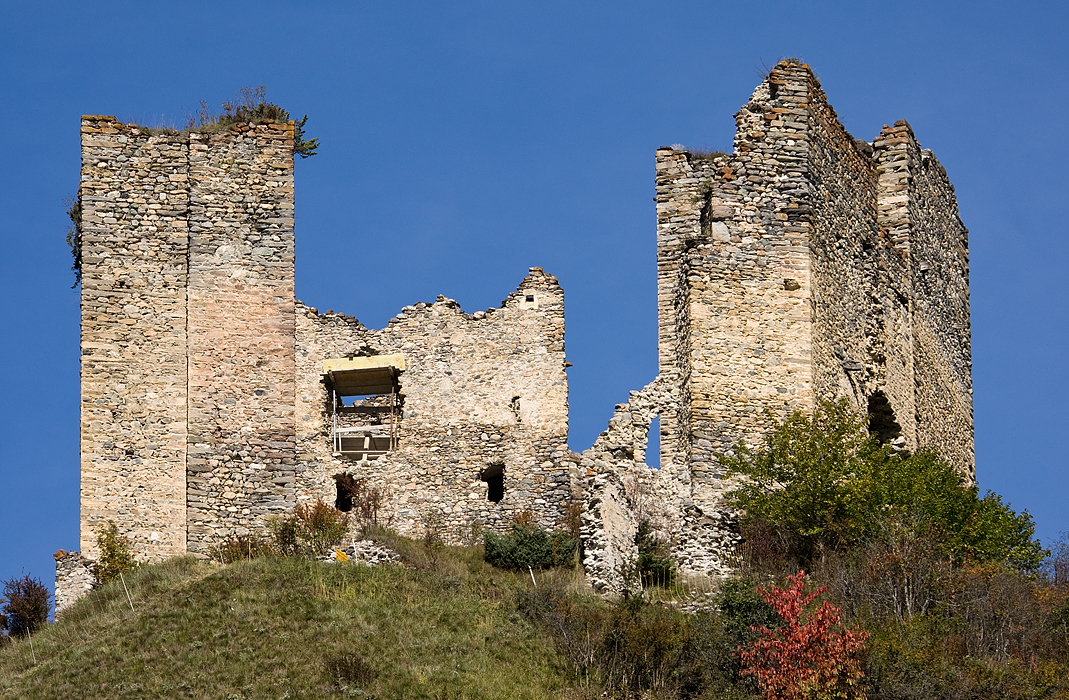
Burg Tschanüff in Ramosch

Das Projekt Gemeindefusion wurde mit einer Informationsveranstaltung Mitte Juni 2009 noch unter dem Namen Ramosch-Tschlin lanciert. Am 21. Oktober 2011 wurde der Fusionsvertrag in beiden Gemeindeversammlungen gutgeheissen. Im April 2012 genehmigte der Bündner Grosse Rat (Kantonsparlament) das Zusammengehen.

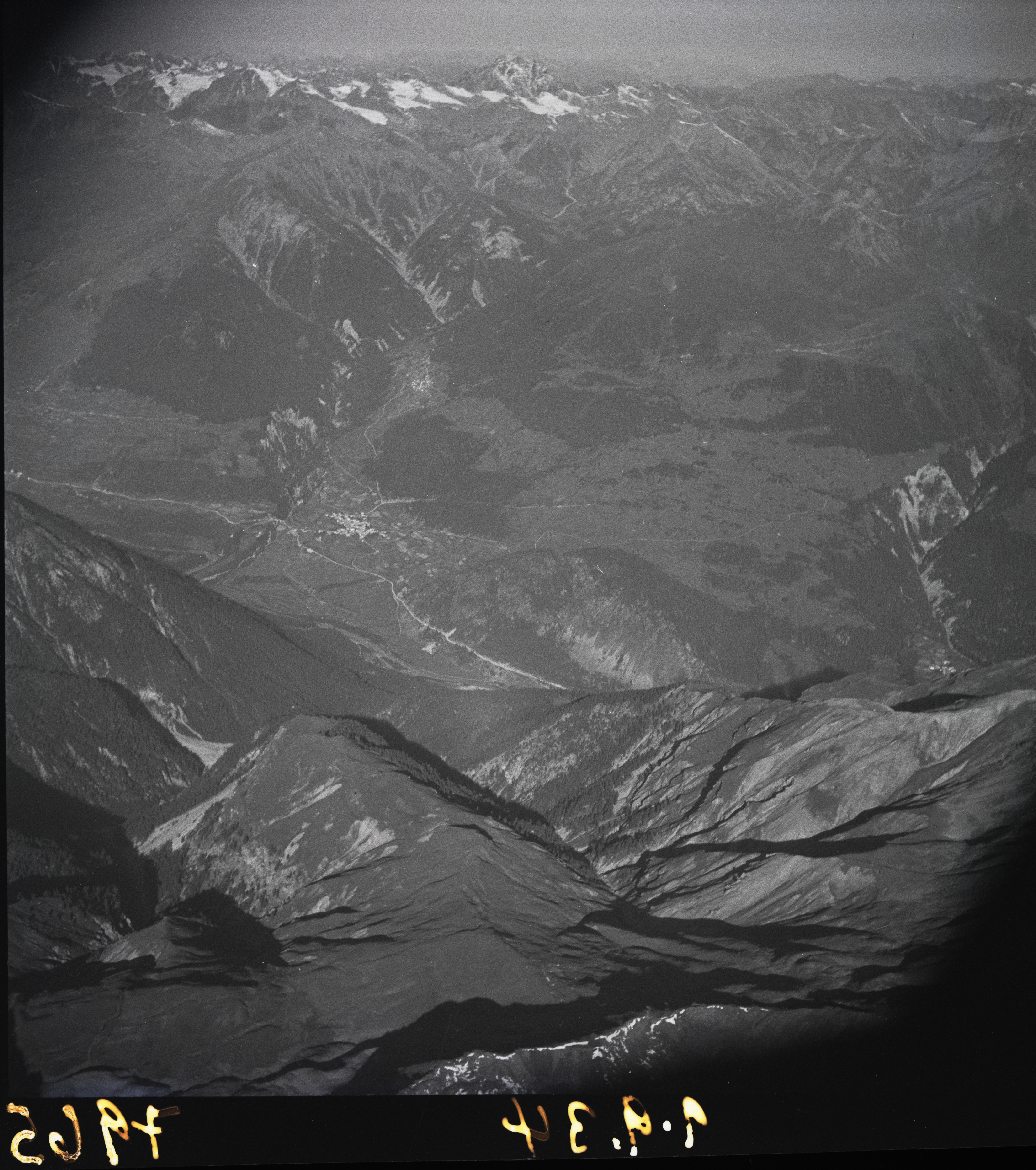
Luftbild von Walter Mittelholzer (1934)

→ siehe auch Abschnitt Geschichte im Artikel Ramosch

→ siehe auch Abschnitt Geschichte im Artikel Tschlin

## Wappen
| Wappen von Valsot | Blasonierung: «Schräglinks geteilt von Silber und Schwarz, in Silber aufrechter, schwarzer Steinbock, rot bewehrt, schwarzen Hechel tragend, in Schwarz aufrechtes silbernes Einhorn, rot bewehrt.» |
| Wappen von Valsot | Das Einhorn stammt aus dem Wappen von Ramosch, der Steinbock aus demjenigen von Tschlin. |

## Persönlichkeiten
- Familie Barblan. Bündner Familie von Vnà (heute Gemeinde Valsot), die im 19. und 20. Jahrhundert verschiedene Lehrer, Pfarrer und bedeutende Künstler hervorgebracht hat.[6]
  - Florian Barblan (* 1834 in Vnà; † 1896 ebenda), Vater von Otto, war Förster, Lehrer und Schulinspektor und gab rätoromanische Lieder heraus.[6]
  - Otto Barblan (* 22. März 1860 in S-chanf; † 19. Dezember 1943 in Genf), Komponist und Organist[7]
  - Gaudenz Barblan (1860–1916), Lehrer an der Landwirtschaftsschule Plantahof.[8]
- Jon Semadeni (1910–1981), Lehrer und Autor[9]